# Governo Parts
Il Governo Parts è stato il governo dell'Estonia presieduto da Juhan Parts, in carica dal 10 aprile 2003 al 13 aprile 2005.

## Situazione parlamentare
| Camera    | Collocazione | Partiti                  | Seggi    |
| --------- | ------------ | ------------------------ | -------- |
| Riigikogu | Maggioranza  | RP (28),ER (19),UPE (13) | 60 / 101 |
| Riigikogu | Opposizione  | K (28),UDP (7),PPM (6)   | 41 / 101 |

## Coalizione
Il governo era formato da una coalizione fra Res Publica, il Partito Riformatore Estone e l'Unione Popolare Estone.

## Ministri
La composizione ministeriale era formata come segue:
| Funzione                                              | Titolare | Titolare                                                                      | Partito |
| ----------------------------------------------------- | -------- | ----------------------------------------------------------------------------- | ------- |
| Primo Ministro - Peaminister                          |          | Juhan Parts                                                                   | RP      |
| Ministro dell'Istruzione e della Ricerca              |          | Toivo Maimets                                                                 | RP      |
| Ministro della Giustizia                              |          | Ken-Marti Vaher                                                               | RP      |
| Ministro della Difesa                                 |          | Margus Hanson (fino al 22 novembre 2004) Jaak Jõerüüt                         | ER      |
| Ministro dell'Ambiente                                |          | Villu Reiljan                                                                 | ERL     |
| Ministro della Cultura                                |          | Urmas Paet                                                                    | ER      |
| Ministro degli Affari Economici e delle Comunicazioni |          | Meelis Atonen (fino al 13 settembre 2004) Andrus Ansip                        | ER      |
| Ministro dell'Agricoltura                             |          | Tiit Tammsaar (fino al 2 aprile 2004) Ester Tuiksoo                           | ERL     |
| Ministro delle Finanze                                |          | Tõnis Palts (fino al 6 ottobre 2003) Taavi Veskimägi                          | RP      |
| Ministro della Popolazione e degli Affari Etnici      |          | Paul-Eerik Rummo                                                              | ER      |
| Ministro degli Affari Regionali                       |          | Jaan Õunapuu                                                                  | ERL     |
| Ministro dell'Interno                                 |          | Margus Leivo                                                                  | ERL     |
| Ministro degli Affari Sociali                         |          | Marko Pomerants                                                               | RP      |
| Ministro degli Affari Esteri                          |          | Kristiina Ojuland (fino al 10 febbraio 2005) Rein Lang (dal 21 febbraio 2005) | ER      |